# 探险湾
探险湾（俄语：Бухта Экспедиции）是波西耶特湾内的海湾，属滨海边疆区哈桑区，面积91.8平方公里，岸长58公里。纳济莫夫沙嘴将它和帕拉达突袭湾分开。格拉德卡亚河和楚卡诺夫卡河注入它。1859年，以尼古拉·尼古拉耶维奇·穆拉维约夫-阿穆尔斯基领导的探险和康斯坦丁·法杰耶维奇·布多戈斯基领导的探险命名。